# رمی السالد
رمی السالد (انگلیسی: Rémi Elissalde؛ زادهٔ ۱ ژانویهٔ ۱۹۹۱) بازیکن فوتبال اهل فرانسه است.
از باشگاه‌هایی که در آن بازی کرده‌است می‌توان به باشگاه فوتبال بوردو اشاره کرد.